# Pikarnia
Pikarnia (kaszb. Pikarniô, niem. Pechbude) – część wsi kaszubskiej Dzierżążno w Polsce, położona w województwie pomorskim, w powiecie kartuskim, w gminie Kartuzy, na wschód od Dzierżążna. Na południowym wschodzie od Pikarni znajduje się rezerwat Jar rzeki Raduni.
W latach 1975–1998 Pikarnia administracyjnie należała do województwa gdańskiego.

## Nazwa miejscowości
Osada odnotowana w 1749 r. przez przeora kartuskiego zakonu J. Schwengla w dzisiejszej postaci Pikarnia. W roku 1773 oraz 1789, w źródłach niemieckich, występuje jako Pechbude. Obie nazwy związane są ze smołą. Rzeczownik Pech w j. niemieckim oznacza właśnie 'smołę'. Jego odpowiednikiem w dolnoniemieckim wariancie języka niemieckiego, używanego w przeszłości m.in. przez Niemców osiadłych na Kaszubach, jest Pick. I to zapożyczone przez Kaszubów słowo Pik stało się rdzeniem obecnej nazwy. Nazwę Pechbude możemy przetłumaczyć jako 'Smolna Buda'.  Pikarnia zaś, to po prostu 'Smolarnia'.

## Historia miejscowości
W roku 1749 r. we wsi istniał okazały dom (aula), karczma (taberna) i 6 domów. Kataster fryderycjański z 1773 r. wymienia w osadzie dzierżawcę Michała Stentzla, 2 karczmarzy o nazwiskach Marcin Cerkowski i Bartel Janca, browarnika Michała Laskowskiego, gburów Bartela Rumberga, Kazimierza Kraffta, Jana Doscha, Macieja Milkę i Józefa Grzegowa.
Na koniec 1892 r osada miała 114 mieszkańców, 101 Kaszubów katolików i 13 Niemców ewangelików.